# Iouri Podladtchikov
 (janvier 2025).
Iouri Iourievitch Podladtchikov (en russe : Юрий Юрьевич Подладчиков), né le 13 septembre 1988 à Moscou, est un snowboardeur suisse spécialisé dans les épreuves de half-pipe et de big air. Jusqu'en 2007, il évoluait sous les couleurs de la Russie. Il a grandi en Suisse, à Davos. Il vit actuellement à Zurich.
Au cours de sa carrière, il a disputé les Jeux olympiques d'hiver de 2006 où il prend la 37e place de l'épreuve de half pipe, de plus il a participé à un mondial dont sa meilleure performance est une quarante-troisième place en big air en 2007 à Arosa, enfin en coupe du monde, il est monté à dix reprises sur un podium pour trois victoires dont la première a eu lieu le 2 novembre 2007 à Saas Fee. En 2010, les premiers Winter X-games Europe se déroulent à Tignes, Iouri, surnommé « I-Pod », monte sur la plus haute marche du podium dans le tournoi de Superpipe avec un score historique de 98 points. Il gagne l'épreuve de half-pipe à Québec en 2013, lors des championnats du monde de snowboard.
Le 11 février 2014, aux Jeux de Sotchi, Iouri Podladtchikov décroche la médaille d'or olympique de half-pipe avec un total de 94,75 points. Il devance les Japonais Ayumu Hirano (93,50 points) et Taku Hiraoka (92,25).
En dehors de la compétition internationale, il faut noter qu'Iouri Podladtchikov a gagné la première compétition de skate se déroulant au bowl de Vidy, à Lausanne le Quicksilver Bowlsriders 2007, compétition internationale de skateboard ,.
Alors qu'il devait s'aligner sur l'épreuve de halfpipe lors des Jeux olympiques de Pyeongchang, il se blesse lors des X Games d'Aspen (Etats-Unis) le dimanche 28 janvier 2018. Souffrant d'une fracture du nez ainsi que d'une commotion cérébrale, la gravité de ses blessures exclut sa participation pour les épreuves olympiques.

## Carrière sportive
Iouri Podladtchikov prend sa retraite en août 2020 avant d'annoncer en sortir en janvier 2025 pour participer au Laax Open.

## Palmarès

### Jeux olympiques
| Épreuve / Édition | Half pipe |
| ----------------- | --------- |
| JO 2006 Turin     | 37e       |
| JO 2010 Vancouver | 4e        |
| JO 2014 Sotchi    | Or        |

### Championnats du monde
| Épreuve / Édition           | Big air | Half pipe |
| --------------------------- | ------- | --------- |
| Mondiaux 2007 Arosa         | 43e     | 56e       |
| Mondiaux 2011 La Molina     | -       | Argent    |
| Mondiaux 2013 Stoneham      | -       | Or        |
| Mondiaux 2015 Kreischberg   | -       | 4e        |
| Mondiaux 2017 Sierra Nevada | -       | Argent    |

### Coupe du monde
- 1 petit  globe de cristal :
  - Vainqueur du classement half pipe en 2008.
- Meilleur classement général : 13e en 2008.
- 14 podiums dont 4 victoires en half pipe.

## Photographe reconnu
Parallèlement à son activité sportive, Iouri se passionne pour la photographie, si possible en argentique, et publie ses clichés sur le web. En septembre 2014, la ville de Zurich lui confie deux trams, ceux des lignes 11 et 14, afin de présenter son travail.